# 르네 지라르 (축구인)
르네 지라르 (René Girard, 1954년 4월 4일 ~ )는 프랑스의 전 축구 선수이자 현 축구 감독으로, 2015년까지 프랑스 리그 1의 팀인 릴의 감독직을 맡았었다. 그가 감독한 클럽은 현재 총 5 팀이며(님, 포, 스트라스부르, 몽펠리에, 릴), 그 중 몽펠리에 감독 당시 리그 1 2011-12시즌 창단 이래 첫 우승을 가져다 주었다.

## 수상

### 선수

#### 클럽
보르도
- 리그 1 (3): 1983–84, 1984–85, 1986–87
- 쿠프 드 프랑스 (2): 1986, 1987
- 트로페 데 샹피옹 (1): 1986

### 감독
몽펠리에
- 리그 1 (1): 2011-12